# Cassephyra triangulifera
Cassephyra triangulifera är en fjärilsart som beskrevs av W. Warren 1898. Cassephyra triangulifera ingår i släktet Cassephyra och familjen mätare. Inga underarter finns listade i Catalogue of Life.